# William Elford Leach
William Elford Leach, FRS (Plymouth (Devon), 2 de fevereiro de 1790 — Tortona, 25 de agosto de 1836) foi um zoólogo e biólogo marinho.

## Biografia
Leach nasceu em Hoe Gate, Plymouth (Devon), filho de um solicitador. Com 12 anos de idade matriculou-se numa escola em Exeter, onde estudou anatomia e química. Por esta altura iniciou a colecta de amostras de espécies marinhas no Plymouth (Devon) Sound e ao longo da costa de Devon. Com 17 anos de idade, iniciou os seus estudos de medicina no St Bartholomew's Hospital de Londres, após o que concluiu as suas qualificações médicas na University of Edinburgh e na University of St Andrews.
Em 1813, Leach dedicou-se ao seu interesse pela zoologia e conseguiu emprego como ajudante de bibliotecário no Departamento de Zoologia do British Museum. Foi encarregado de organizar as colecções do departamento, algumas das quais tinham sido negligenciadas desde que tinha sido deixadas ao Museu por Hans Sloane. Foi seguidamente nomeado curador adjunto do Departamento de História Natural, afirmando-se como um especialista em crustáceos e moluscos.
Em 1815, Leach publicou a primeira bibliografia de entomologia na Edinburgh Encyclopedia coordenada por David Brewster. Em 1817, foi eleito membro (fellow) da Royal Society.
O seu livro Synopsis of the Mollusca of Great Britain foi dedicado a Jules-César Savigny, Georges Cuvier e Giuseppe Saverio Poli, sendo postumamente completado por John Edward Gray. Leach também estudou e publicou sobre outros grupos taxonómicos, nomeadamente insectos, miriápodes, aracnídeos, mamíferos e aves.
A nomenclatura utilizada por Leach era considerada um pouco excêntrica, tendo, por exemplo, utilizado o nome do seu amigo John Cranch para a construção da nomenclatura científica de nada menos que 27 espécies que aquele tinha colectado em África (John Cranch tinha entretanto falecido no HMS Congo). Também designou 9 géneros a partir do nome Caroline (ou seus anagramas), em homenagem a alguém com aquele nome, mas cuja identidade não revelou.
Em 1821, sofreu um colapso nervoso, aparentemente devido a excesso de trabalho, e em Março de 1822 demitiu-se das suas funções no Museu. A sua irmã mais velha levou-o numa digressão pela Europa continental com o objectivo de propiciar a sua convalescença. Viajaram pela França, Itália e Grécia. Faleceu, vítima de cólera, no Palazzo San Sebastiano, próximo de Tortona, a norte de Génova, a 25 de Agosto de 1836.
A espécie Oceanodroma leucorhoa, conhecida por painho-de-leach foi assim denominado em sua homenagem por Coenraad Jacob Temminck em 1820, sem saber que a espécie já fora descrita por Vieillot.
A espécie Dacelo leachii, uma ave australiana, também foi assim denominada em sua homenagem.